# حارس السجن

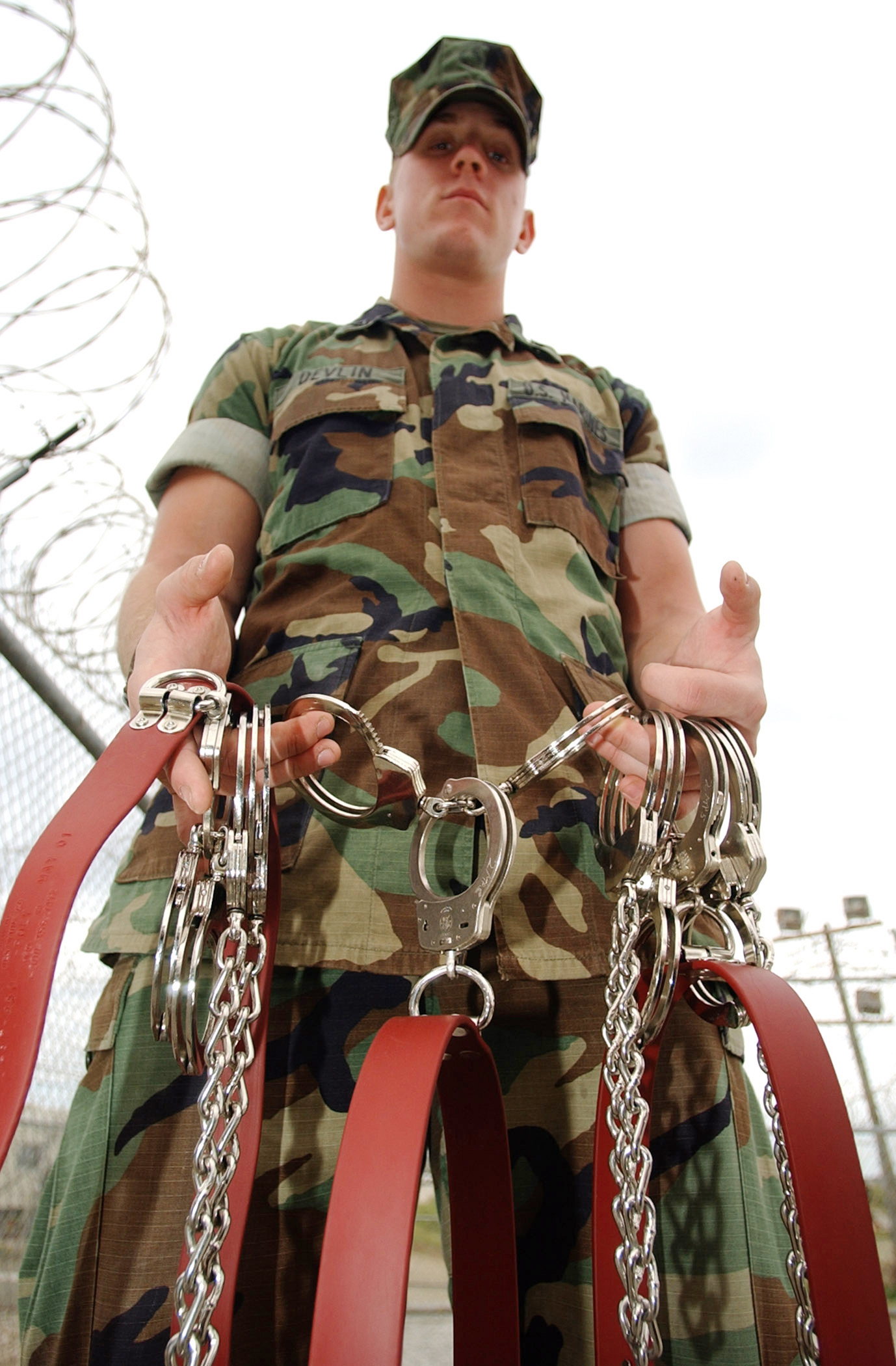
جندي أمريكي في معسكر غوانتانامو

حارس السجن، مشرف السجن أو السجان، تاريخيًا كان يُعرف باسم الزنزان، هو شخص يعمل على ضمان حبس وسلامة المسجونين في السجون أو أي مركز للحجز الآخر.

## مهام حارس السجن:
1. ضمان الأمن والسلامة: يعتبر حارس السجن الركيزة الأساسية في حفظ الأمن والسلامة داخل المؤسسة السجنية. يقوم بجولات دورية داخل السجن للتأكد من عدم وجود أي أنشطة غير قانونية أو مخالفات.
2. إدارة المساجين: يقوم حارس السجن بإدارة سلوك المساجين وتنظيم حياتهم اليومية داخل السجن، مثل توزيع الوجبات والجداول الزمنية للنشاطات والزيارات.
3. تطبيق القوانين: يجب على حارس السجن تنفيذ القوانين والقواعد التي تنظم سلوك المساجين وتأديب أي مخالفات بطريقة عادلة ومنصفة.
4. التواصل مع السجناء: يعتبر التواصل الفعال مع المساجين جزءًا هامًا من دور حارس السجن، حيث يساعد على فهم احتياجاتهم ومساعدتهم في حل المشاكل التي قد تواجههم داخل السجن.
5. التدريب والتأهيل: يتمتع حارس السجن بتدريب مكثف يهدف إلى تجهيزه بالمهارات اللازمة للتعامل مع المساجين بفعالية وللتصدي لأي حوادث أو طوارئ قد تحدث داخل المؤسسة السجنية.